# 아우토반 37호선

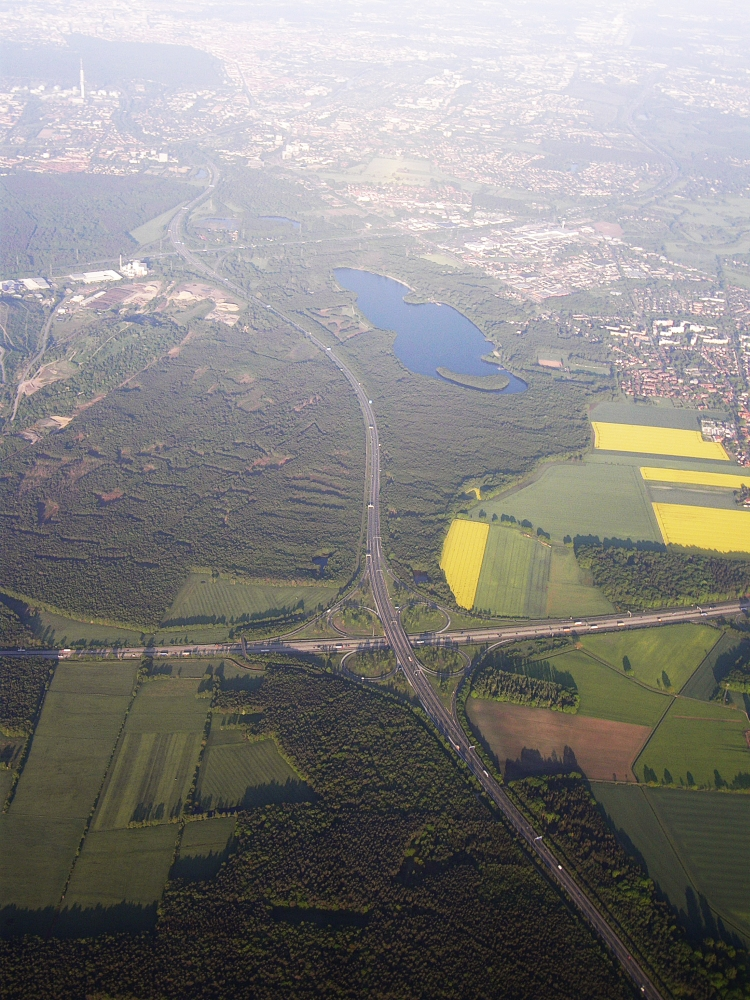
아우토반 37호선은 A 2, A 7 등을 가로지르는 고속도로이다.

아우토반 37호선(Bundesautobahn 37, BAB 37, A 37)은 니더작센주 하노버의 부르크도르프에서 젠데까지 이르는 아우토반 노선으로, 총 연장은 11km이다. 그러나 이 도로는 중간에 단절된 상태를 가지고 있어 도로의 형태가 두동강이 난 것으로 보인다. 그러나 2가지의 부분으로 나뉜 상태로 구성되어 있지만 하나는 자치구를 이어주는 하노버-부흐홀츠에서 부르크도르프를 거쳐 알트워름뷔첸까지 이어주고 있고, 또 다른 하나는 하노버 국제 박람회장에서는 아우토반 7호선을 연결하고 있으나, 두 부분을 사이에 이어주는 일반 국도인 독일 연방도 3호선과도 연결해 준다.

## 주요 접촉 도로
- 아우토반 2호선 (유럽 고속도로 30호선의 일부)
- 아우토반 7호선 (유럽 고속도로 45호선의 일부)